# 草加松原団地

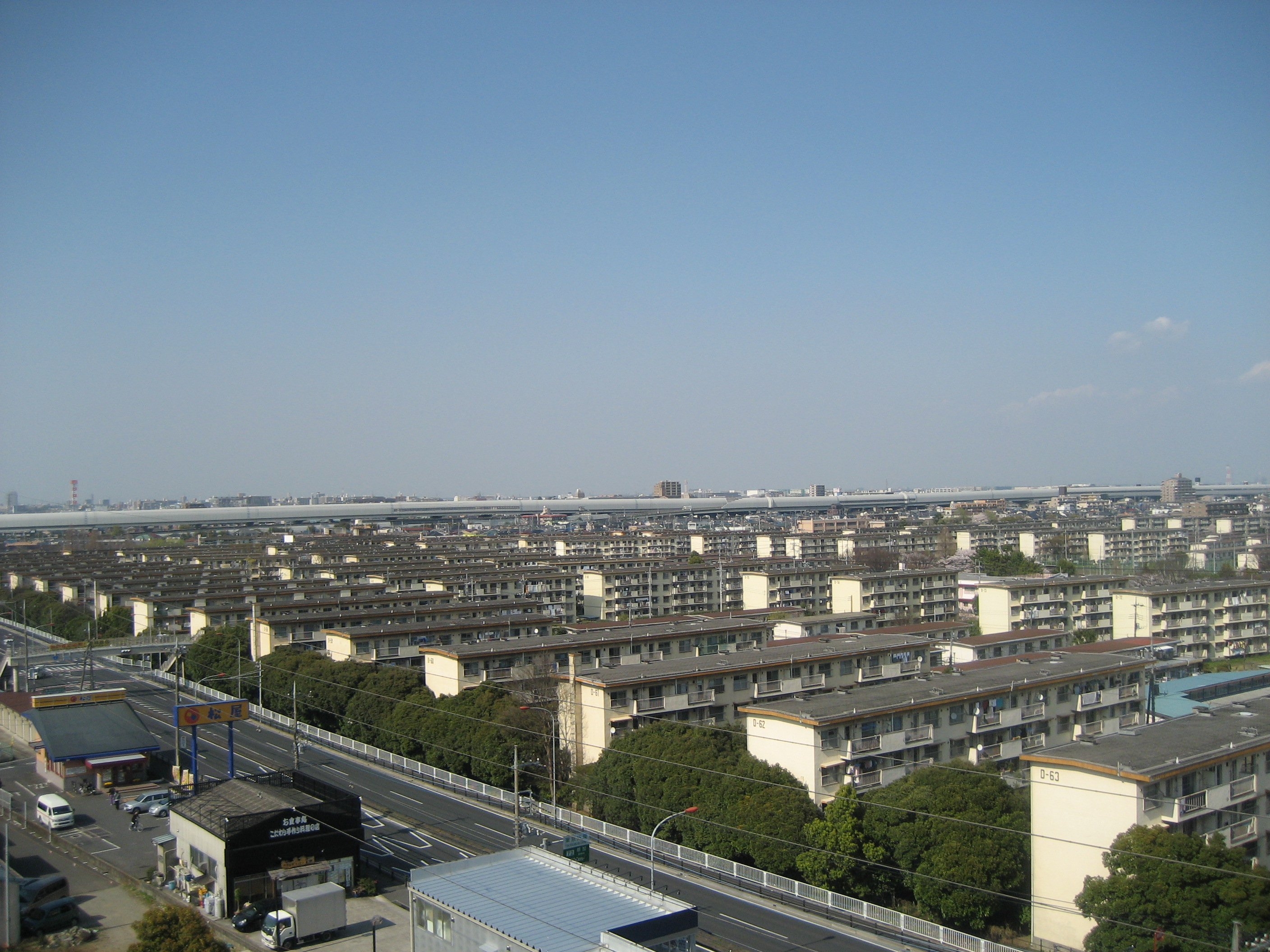
松原団地全景（奥は東京外環自動車道）

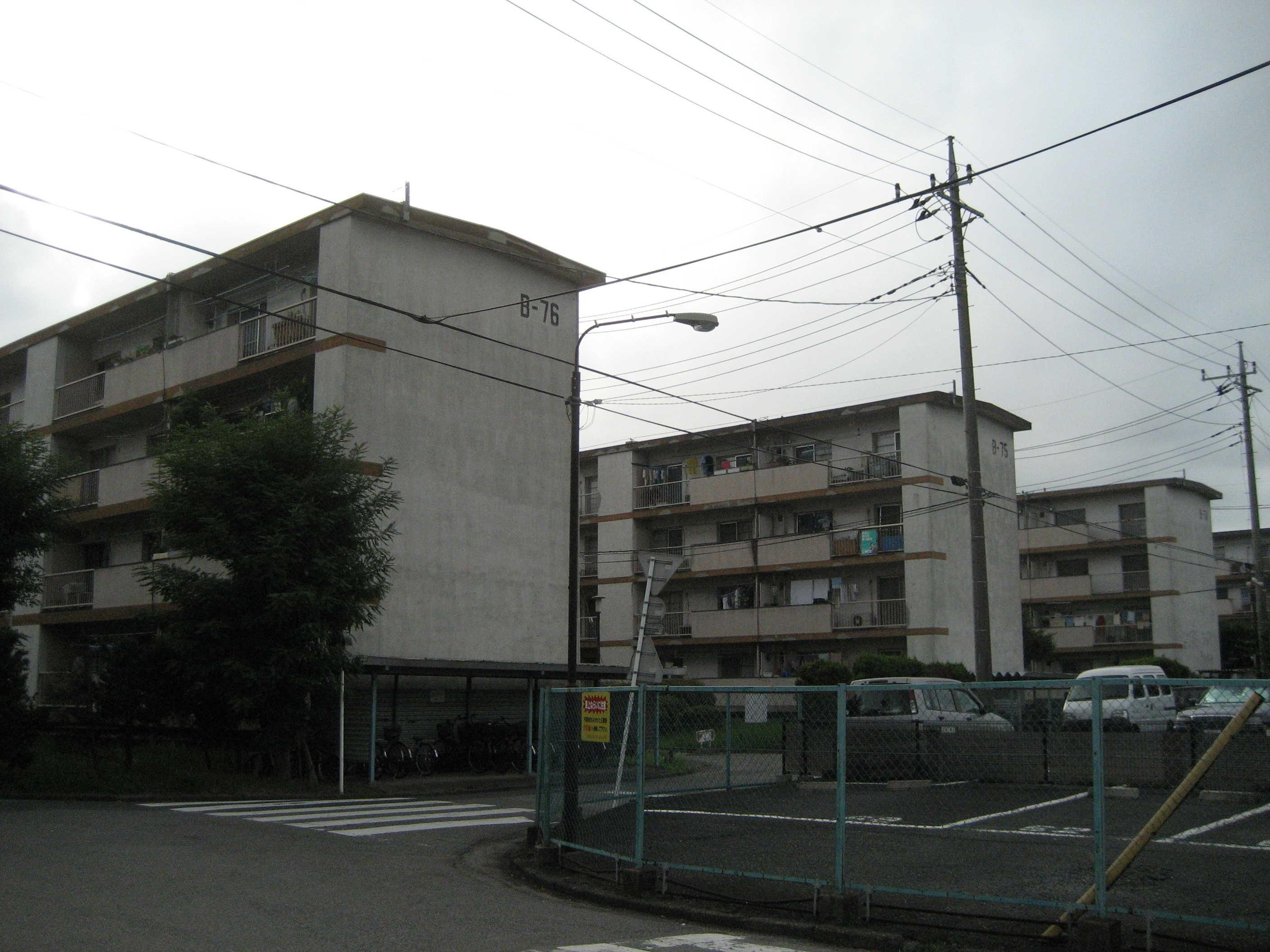
建て替えを待つ松原団地

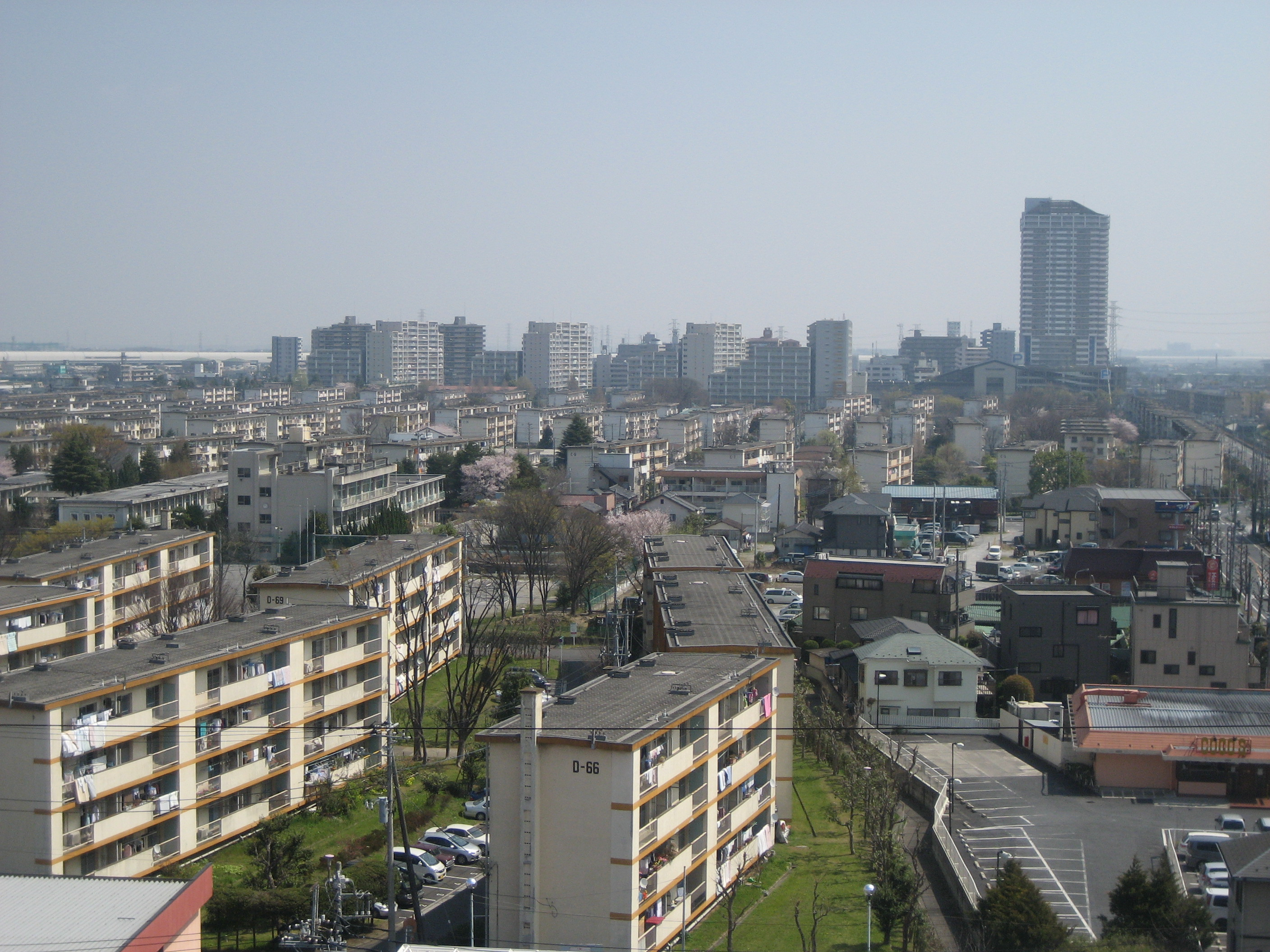
松原団地から松原団地駅（現・獨協大学前駅）方面）を望む

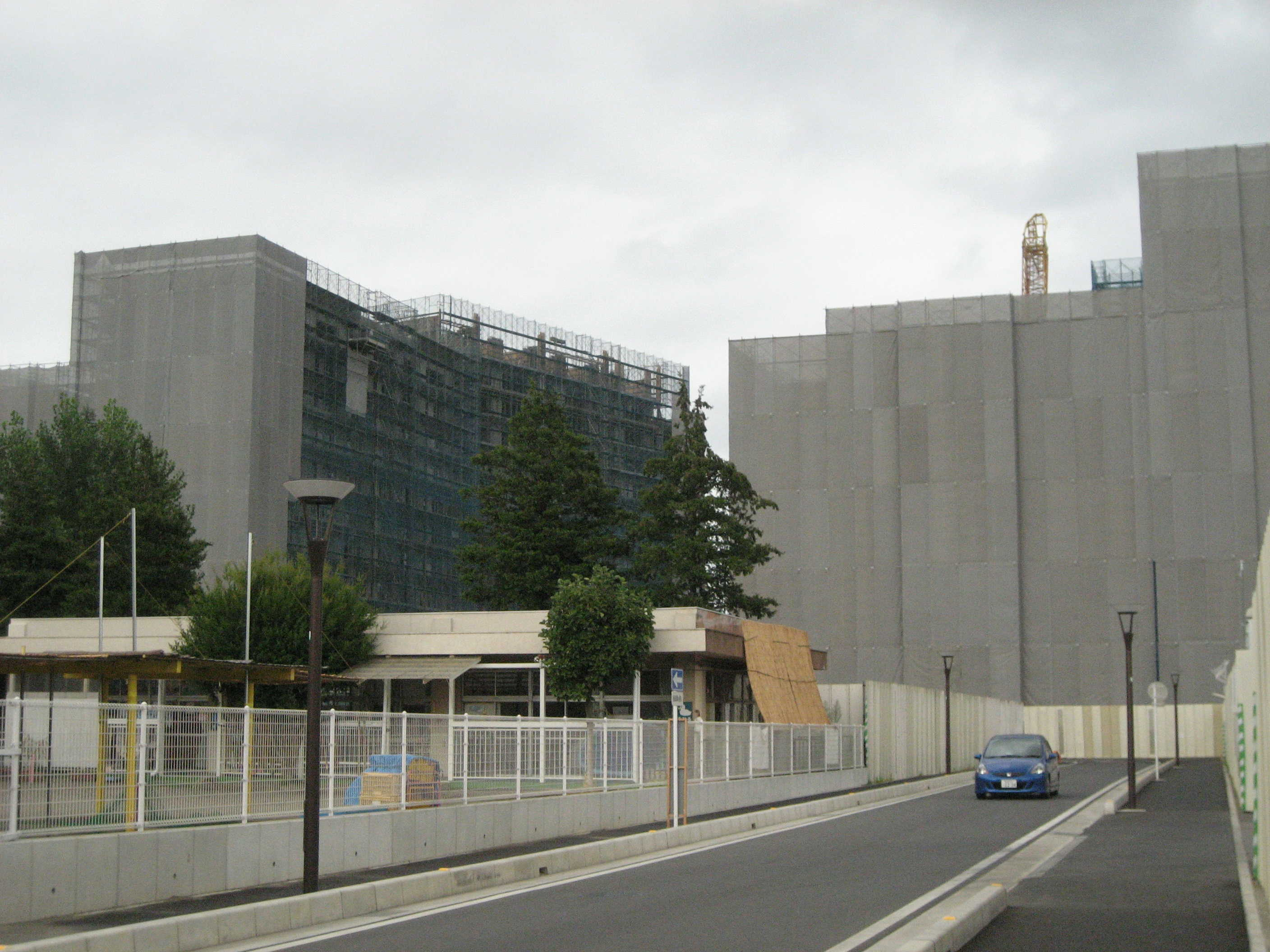
建て替え中の松原団地

草加松原団地（そうかまつばらだんち）は、旧・日本住宅公団が埼玉県草加市で造成したUR賃貸住宅。1962年（昭和37年）に入居が開始され、完成当時、東洋最大規模と言われたマンモス団地であった。老朽化したため順次コンフォール松原として建て替え事業が行われ、2020年に完了した。

## 概要
団地はA地区〜D地区に区分されており、西側は国道4号に面し、東側は、東武伊勢崎線獨協大学前駅（旧駅名称「松原団地駅」）に隣接している。第1期の入居募集は1962年12月15日から1963年（昭和38年）2月末にかけて実施されたが、780戸の募集に対して、10,725件の応募が集まった。
全住居5,926戸の内訳は、1DKが1,376戸、2DKが2,208戸、3K及び3DKが1,680戸、テラスハウスが659戸である。また、入居開始時の家賃は8,000円～16,000円に設定され、家族収入が家賃の5.5倍以上であることが入居条件とされていた（参考までに厚生労働省による1962年時の大学卒業初任給は17,800円である）。会社役員や官僚なども居住したため、朝の通勤時間帯には迎えのハイヤーが列を作る光景も見られた。各地区には商店街も存在するが、居住者の高齢化や生活スタイルの変化により、近年は閉店する店も多いようである。
また、獨協学園の大学建設計画に東武鉄道も関与して松原団地の隣接地区に校舎を誘致、1964年（昭和39年）に獨協大学が開学している。団地の最寄り駅として東武伊勢崎線で1962年（昭和37年）12月1日に開業した松原団地駅は、2017年（平成29年）4月1日に獨協大学前〈草加松原〉駅へ改称された。
団地内敷地は水田地帯を開発した低地帯で、1970年代以降、台風や大雨によって伝右川の水位が増すと、冠水被害をしばしば受けた。1984年（昭和59年）の神明排水機場、1985年（昭和60年）の伝右川排水機場の稼働以降、冠水被害は激減した。更に、東京外環自動車道の建設に併せて、1996年（平成8年）に綾瀬川放水路が整備されて以後、大きな冠水は起きていない。

## 建て替え事業
草加松原団地は都市再生機構（UR）による建て替え事業の対象となっている。UR、草加市、獨協大学、民間事業者との連携のもとで良好な都市型住宅地として調和のとれた市街地形成を図り、快適でゆとりある都市空間を創出することとしている。2003年3月に第1期事業が開始され、草加松原団地の解体は2020年度（令和2年度）までに完了した。
建て替え後の街づくりのため、草加市役所と獨協大学、UR東日本賃貸住宅本部、東武鉄道、トヨタホームが2024年（令和6年）5月9日に連携協定を結んだ。

## 居住した著名人
- 青島健太：政治家、スポーツキャスター、プロ野球選手
- 香納諒一：作家
- 後藤明生：作家
- 立川俊之：音楽家
- 田丸美寿々：アナウンサー
- 山口達也：タレント
- 増渕竜義：プロ野球選手

## バス路線
松原団地駅西口からD地区までを朝日自動車越谷営業所が路線バスを一部循環で運行している（現在は土休日1本のみに減便されている）。獨協大学前駅西口が再開発されるまでは、比較的交通量が少なかったためバスはほぼ定時で運行していたが、朝夕は交通量が増えまれに遅れる事がある。

## 近隣の施設
- 獨協大学
- 草加市立中央図書館
- 草加市立栄中学校
- 草加市立北谷小学校
- 草加市立花栗小学校：1970年7月に北谷小学校から分離される形で設立。青島健太が初代児童会長を勤めた。
- 草加市立花栗中学校
- 草加市立栄小学校
- 草加市立松原小学校：2009年4月に花栗小学校所在地に北谷小学校との統合により設置されたが、2011年に旧北谷小学校敷地内に新校舎が完成したことに伴い、移転した[6]。
- 草加市立花栗南小学校
- 草加市立松江中学校
- カトリック草加教会
- ショッピングモール トーブ イコート